# Seznam zápasů slovenské a maďarské hokejové reprezentace
Toto je seznam zápasů slovenské a jihokorejské hokejové reprezentace na MS a Zimních olympijských hrách.

## Mistrovství světa v ledním hokeji
| Datum     | Číslo | Slovensko | Výsledek | Zápas | MS   | Místo     | Branky Slovenska                                             |
| --------- | ----- | --------- | -------- | ----- | ---- | --------- | ------------------------------------------------------------ |
| 24.4.2009 | 1     | Slovensko | 4:3      | ZS    | 2009 | Kloten    | 2x Ľuboš Bartečko • Štefan Ružička • Marcel Hossa            |
| 7.5.2016  | 2     | Slovensko | 4:1      | ZS    | 2016 | Petrohrad | Tomáš Marcinko • Tomáš Jurčo • Andrej Sekera • Patrik Lušňák |

## Zimní olympijské hry
| Datum | Číslo | Slovensko | Výsledek | Zápas | ZOH                   | Místo | Branky Slovenska |
| ----- | ----- | --------- | -------- | ----- | --------------------- | ----- | ---------------- |
|       | 1     |           | x:x      |       | bez odehraného zápasu |       |                  |